# Chika Anzai
Chika Anzai (安済 知佳 Anzai Chika?,  Prefectura de Fukui, Japón, 22 de diciembre de 1990) es una actriz de voz y narradora japonesa, afiliada a Avex.

## Biografía
Anzai nació el 22 de diciembre de 1990 en la prefectura de Fukui, Japón. Su primo materno es el también seiyū Junya Enoki. Anzai se interesó por primera vez en la industria de la actuación de voz en su quinto año de escuela primaria. A la edad de quince años, se unió a Avex Artist Academy, una escuela vocal de Avex. Debido a que vivía en Fukui y constantemente viajaba a Tokio, el costo del transporte alentó a Anzai a mudarse a la capital. En Tokio vivió sola, solo regresando a su hogar en Fukui una vez al mes para asistir a la escuela.
A la edad de 19 años, Anzai debutó con el papel principal de Nagisa Mikogami en la serie de anime, Anyamaru Tantei Kiruminzuu.

## Filmografía
| Anime       | Anime                                                                          | Anime                | Anime       |
| Año         | Título                                                                         | Papel                | Referencias |
| ----------- | ------------------------------------------------------------------------------ | -------------------- | ----------- |
| 2009        | Anyamaru Tantei Kiruminzuu                                                     | Nagisa Mikogami      |             |
| 2010        | Seitokai Yakuindomo                                                            | Nanako Umibe         |             |
| 2011        | Hunter × Hunter                                                                | List, Kurt, Mosquito |             |
| 2011        | Chihayafuru                                                                    | Kasumi               |             |
| 2013        | Kakumeiki Valvrave                                                             | Midori Akashi        |             |
| 2013        | Shingeki no Kyojin                                                             | Mina Carolina        |             |
| 2014        | Akuma no Riddle                                                                | Suzu Shutō           |             |
| 2014        | Hitsugi no Chaika                                                              | Chaika Trabant       | [ 8 ]       |
| 2014        | Gundam Build Fighters Try                                                      | Meguta Yasu          |             |
| 2015        | Tai-Madō Gakuen 35 Shiken Shōtai                                               | Kiseki Kusanagi      |             |
| 2015        | Shingeki! Kyojin Chūgakkō                                                      | Mina Carolina        |             |
| 2015        | Chaos Dragon                                                                   | Inori                |             |
| 2015        | Kūsen Madōshi Kōhosei no Kyōkan                                                | Amie Mustung         |             |
| 2015        | Hibike! Euphonium                                                              | Reina Kousaka        |             |
| 2016        | Schwarzesmarken                                                                | Anett Hosenfeld      |             |
| 2016        | Hai to Gensou no Grimgar                                                       | Mary                 |             |
| 2016        | Qualidea Code                                                                  | Asuha Chigusa        |             |
| 2016        | Taboo Tattoo                                                                   | Tōko Ichinose        |             |
| 2016        | Hibike! Euphonium 2                                                            | Reina Kōsaka         |             |
| 2017        | Kuzu no Honkai                                                                 | Hanabi Yasuraoka     |             |
| 2017        | Sakura Quest                                                                   | Maki Midorikawa      |             |
| 2017        | Gintama                                                                        | Kamui (Infancio)     |             |
| 2018        | Boruto: Naruto Next Generations                                                | Ashina               |             |
| 2018        | Grand Blue                                                                     | Chisa Kotegawa       |             |
| 2018        | Hakumei y Mikochi                                                              | Sen                  |             |
| 2018        | Kokkoku                                                                        | Juri Yukawa          |             |
| 2018        | Grancrest Senki                                                                | Laura Hardley        |             |
| 2018        | Shichisei no Subaru                                                            | Elicia               |             |
| 2019        | Dōkyonin wa Hiza, Tokidoki, Atama no Ue.                                       | Nana Ōkami           |             |
| 2019        | Araburu Kisetsu no Otome-domo yo                                               | Niina Sugawara       |             |
| 2019        | Kono Oto Tomare!                                                               | Fumi Hanamura        |             |
| 2020        | Jibaku Shōnen Hanako-kun                                                       | Sakura Nanamine      |             |
| 2021        | SSSS.Dynazenon                                                                 | Chise Asukagawa      |             |
| 2021        | Taishou Otome Otogibanashi                                                     | Ryō Atsumi           |             |
| 2022        | Lycoris Recoil                                                                 | Chisato Nishikigi    |             |
| 2024        | Re:Zero (tercera temporada)                                                    | Sirius Romaniconti   |             |
| Películas   |                                                                                |                      |             |
| Año         | Título                                                                         | Papel                | Refs.       |
| 2014        | Rakuen Tsuiho                                                                  | Arhan                |             |
| 2016        | Hibike! Euphonium: The Movie - Welcome to the Kitauji High School Concert Band | Reina Kousaka        |             |
| 2017        | Hibike! Euphonium: Todoketai Melody                                            | Reina Kousaka        |             |
| 2018        | Liz and the blue bird                                                          | Reina Kousaka        |             |
| 2019        | Hibike! Euphonium: Chikai No Finale                                            | Reina Kousaka        |             |
| OVA         |                                                                                |                      |             |
| Año         | Título                                                                         | Papel                | Refs.       |
| 2012        | Seitokai Yakuindomo                                                            | Nanako Umibe         |             |
| 2014        | Akuma no Riddle: Shousha wa Dare? Nukiuchi Test                                | Suzu Shutō           |             |
| 2015        | Magical Suite Prism Nana                                                       | Mako Hīragi          |             |
| Videojuegos |                                                                                |                      |             |
| Año         | Título                                                                         | Papel                | Refs.       |
| 2021        | Alchemy Stars                                                                  | Revy                 |             |
| 2023        | Magia Record: Puella Magi Madoka Magica Gaiden                                 | Olga                 |             |
| 2023        | Punishing: Gray Raven                                                          | Alisa: Echo          |             |
| 2024        | Wuthering Waves                                                                | Jianxin              |             |